# Nacaduba lucana
Nacaduba lucana är en fjärilsart som beskrevs av Tite 1963. Nacaduba lucana ingår i släktet Nacaduba och familjen juvelvingar. Inga underarter finns listade i Catalogue of Life.